# Stary Port w Bydgoszczy

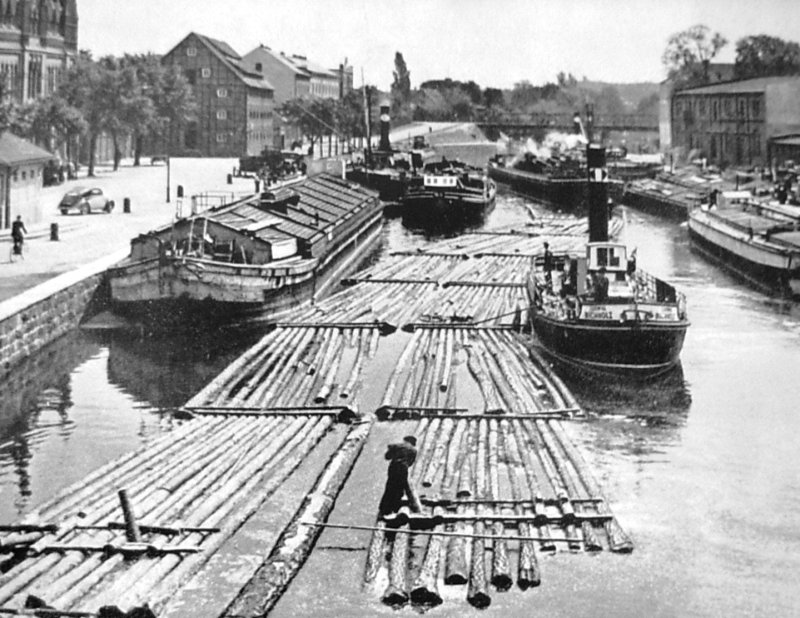
Berlinki, holowniki i tratwy w Starym Porcie

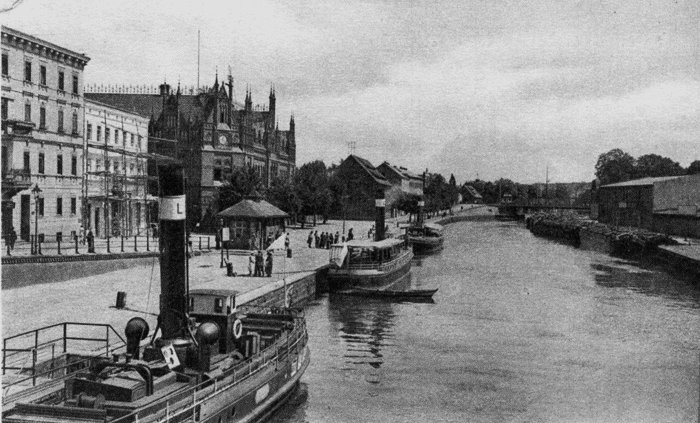
Przystań pasażerska w okresie międzywojennym

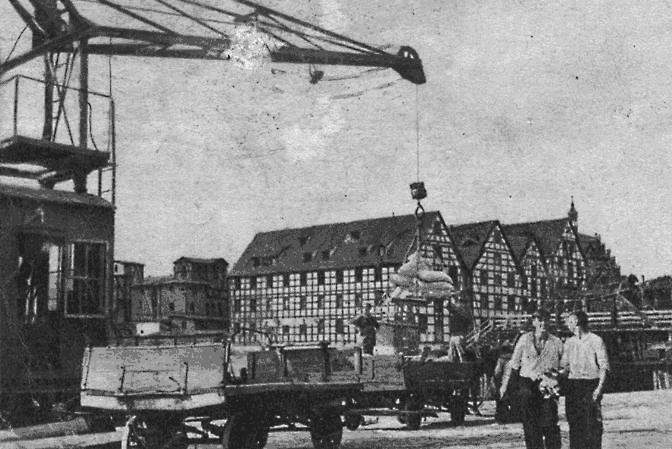
Przeładunek w Starym Porcie

Stary Port w Bydgoszczy – dawny port przeładunkowy, położony na rzece Brdzie w Bydgoszczy. Obecnie w miejscu portu znajduje się przystań pasażerska, ulica Stary Port oraz bulwar im. Zbigniewa Urbanyiego.

## Położenie
Stary Port położony jest w centrum Bydgoszczy, na staromiejskim odcinku rzeki Brdy. Nabrzeża cumownicze znajdowały między mostem im. Jerzego Sulimy-Kamińskiego, a budynkiem PZU. Od południa przylegały do nich dwa place miejskie: Rybi Rynek i Plac Solny. Ulica wiodąca północnym nabrzeżem Brdy w 1990 r. została nazwana Stary Port. Obecnie w miejscu nabrzeży służących przede wszystkim przeładunkom towarów, znajdują się bulwary i promenady spacerowe.

## Historia
Pierwsza wodna przystań istniała przy grodzie bydgoskim została odkryta wraz z reliktami łodzi podczas wykopalisk prowadzonych w 1993 r. Port w obecnej lokalizacji powstał równocześnie z lokacją miasta Bydgoszczy przez Kazimierza Wielkiego. Jego istnienie było uzasadnione szerokim wykorzystywaniem rzeki do transportu i handlu przez mieszczan bydgoskich.
Bydgoszcz posiada stare tradycje żeglugi śródlądowej. Spław drewna na Brdzie wzmiankowano już w XIV wieku, od początku XV wieku istnieją zapisy o spławie zboża z Bydgoszczy do Gdańska, a w wieku XVI miasto należało do największych ośrodków handlu spławnego w Rzeczypospolitej. Ocenia się, że w II połowie XVI wieku, co dziesiąty mieszkaniec miasta był gospodarczo związany ze spławem wiślanym. W mieście istniały dwa bractwa trudniące się handlem spławnym: szyprów, założone w 1487 r. oraz sterników i pomagrów (1591 r., ok. 80 członków). W 1579 r. w rejestrze komory wiślanej w Białej Górze zanotowano 225 statków z Bydgoszczy, na ogólną liczbę statków 1391. Wynika z tego, że w tym roku co szósty statek zdążający do Gdańska miał swój port macierzysty w Bydgoszczy. W II połowie XVII wieku ok. 30 mieszczan dysponowało własnymi statkami rzecznymi.
W XVI-XVII wieku przy porcie miejskim istniała stocznia rzeczna, w której naprawiano szkuty oraz spichlerze o trudnej do ustalenia liczbie.
Po zajęciu miasta przez Prusy (1772 r.) dokonano przebudowy nabrzeży Brdy oraz odbudowano most Gdański. W 1778 r. na południowym nabrzeżu wybudowano bulwar o długości ok. 80 m, a w innych miejscach wały chroniące młyny oraz przedsiębiorstwa zlokalizowane nad Brdą.
Na północnym i południowym nabrzeżu rzeki w latach 1774–1805 wybudowano kilkanaście spichlerzy o konstrukcji szachulcowej. Kolejne powstały w I połowie XIX wieku, m.in. zachowany do czasów dzisiejszych spichlerz przy ul. Stary Port.
W XIX wieku głównym miejskim placem przeładunkowym był Rybi Rynek, gdzie mieściły się również biura przedsiębiorstw żeglugowych, w tym największego Lloyda Bydgoskiego, Polskiej Żeglugi Rzecznej „Vistula” i firmy spedycyjnej Johanna Icka z Gdańska.
W latach 70. XIX w. na nabrzeżu Brdy ustawiono obrotowy żuraw, ułatwiający załadunek i wyładunek z berlinek.
Bydgoszcz stanowiła w ówczesnym czasie poważny ośrodek portowy i prawie cały jej przemysł korzystał w mniejszym lub większym stopniu z transportu wodnego.
W 1879 r. powstał bydgoski Port Drzewny, natomiast w latach 90. XIX w. Bydgoskie Towarzystwo Żeglugi Holowniczej wybudowało własny port przeładunkowy poza miastem, w pobliżu ujścia Brdy do Wisły.
Stary Port w okresie międzywojennym wykorzystywano nie tylko do przeładunku towarów, ale także jako przystań pasażerską dla parowców odbywających kursy Brdą, Kanałem Bydgoskim i Wisłą do pobliskich miast.
W czasach okupacji niemieckiej na nabrzeżu Brdy ustawiono kratowy żuraw torowy, który został usunięty w latach 60. XX w. jego torowisko częściowo zachowane jest do dzisiaj na prawym nabrzeżu Brdy.
W latach 1976–1978 i ponownie w 1986–1987 nie używany już do celów przeładunkowych port został przebudowany i zmodernizowany na ciąg spacerowo-wypoczynkowy. W 1989 r. w pobliżu bulwaru ustawiono rzeźbę „Trzy Gracje”.

## Współczesność
Obecnie Stary Port stanowi bulwar spacerowy, wzdłuż którego wiedzie ulica oraz położone są place miejskie: Rybi i Solny. Stanowi reprezentacyjną część Bydgoskiego Węzła Wodnego.